# Desastre aéreo de Kano
El desastre aéreo de Kano fue protagonizado por un Boeing 707, que el 22 de enero de 1973 se estrelló mientras intentaba aterrizar en el Aeropuerto Internacional de Kano (Nigeria). 176 personas entre pasajeros y tripulación perecieron en el accidente, sobreviviendo solamente 26. Es el mayor desastre aeronáutico de la historia de Nigeria.
Fue el desastre aéreo más grave de 1973. De hecho, fue considerado el desastre aéreo más mortífero de la historia hasta que, al año siguiente, ocurriera el desastre del Vuelo 981 de Turkish Airlines, donde murieron 346 personas.

## Accidente
El Boeing 707, operado por Alia había sido fletado por Nigeria Airways iba a volar con peregrinos de regreso de Yida, Arabia Saudita a Lagos, Nigeria. El mal tiempo en Lagos causó que la tripulación se desviará a Kano, aunque el aeropuerto no estaba experimentando fuertes vientos en el momento. Después de que colapsara la principal pata del tren de aterrizaje derecho. El 707 se giró en 180 grados, se salió de la parte de la pista y se incendió.
De los 202 pasajeros y tripulantes a bordo, 176 murieron y sólo 26 sobrevivieron. En el momento en que se produjo, el desastre aéreo de Kano fue el accidente de aviación más letal que jamás había ocurrido, una distinción que sólo se llevó a cabo por menos de 14 meses antes de que el Vuelo 981 de Turkish Airlines se accidentara en Francia el año siguiente, matando a 346 personas.